# The Answer (gruppo musicale)
I The Answer sono un gruppo Hard rock formatosi nel 2000 a Newcastle e Downpatrick, nell'Irlanda del Nord. Hanno raggiunto il successo con il loro album di debutto Rise, con 100 000 copie vendute in tutto il mondo, di cui 30 000 in Europa e Regno Unito.

## Storia
Il gruppo fu fondato nel 2000 dal chitarrista Paul Mahon, figlio di un trombettista jazz e membro di una showband irlandese, The Freshmen, la quale pubblicò tre album sulla CBS andando addirittura in tour con i Beach Boys. All'età di 18 anni Paul decise di creare una rock band e menzionò questa sua idea al bassista Micky Waters, un vecchio compagno di scuola che aveva già fatto parte di numerose cover band intorno a Belfast.
James Heatley, il quale suonò come batterista in un live degli Ash nel 1993, fu reclutato per essere il batterista della band. Paul lo chiamò ma scoprì che James stava finendo l'università, quindi il trio aspettò finché James non conseguì la laurea in Psicologia.
Alla fine del giugno del 2000 i The Answer erano pronti al debutto. Nel 2001 scrissero, riarrangiarono e fecero concerti nelle vicinanze. Nel 2002 la band attrasse l'interesse della MCD promotions irlandese (la compagnia che recentemente è stata acquistata da Mean Fiddler Group) che concesse loro di aprire il Witness Festival di quell'anno.
Nel 2005 la rivista "Classic rock" li elegge come "La migliore nuova Band del 2005", nomina che gli fece guadagnare una notevole visibilità. Nel novembre del 2005 uscì la loro seconda release ufficiale, il singolo Never Too Late (con il 'B side' Rock Bottom Blues, chiamato in origine Stevie Blues come omaggio al giovane cantante di Belfast che ha influenzato molto Neeson e lo stile della band Swanee River. Furono la band di supporto dei Deep Purple in uno show al London Astoria il 17 gennaio 2006. Poi venne Into The Gutter pubblicato il 29 maggio 2006 solo attraverso un disco in vinile e scaricabile via internet; seguì l'album di debutto Rise, pubblicato il 26 giugno 2006. L'album ad oggi ha già ricevuto ottime recensioni tra i quali quelle del Kerrang! e del The Sun e la band è stata nominata in seguito alla sua uscita "Miglior band esordiente britannica" ai premi Kerrang! nel 2006 dalla rivista Classic Rock.
The Answer hanno suonato in numerosi festival nei mesi estivi, spesso come supporto ai Whitesnake nello loro tour in Gran Bretagna. La band ha anche avuto un ruolo come band di supporto di Paul Rodgers al Royal Albert Hall nell'Ottobre del 2006. Nell'autunno del 2006 ha fatto seguito un tour con i Roadstar con date in Regno Unito e in Europa, con l'ulteriore apporto della band Blues rock statunitense Rose Hill Drive. La band è attualmente impegnata in un altro tour, con date in Australia e in Europa prima di ritornare in Irlanda e lavorare sul nuovo album. Inoltre il 24 giugno 2007 i The Answer hanno aperto il concerto degli Aerosmith all'Hyde Park Calling.
Il singolo Be What You Want è uscito il 19 marzo 2007, e può essere acquistato esclusivamente via download.
I The Answer hanno deciso di ripubblicare l'album Rise implementandolo con alcuni singoli ed esibizioni registrate durante i tour estivi. Un secondo disco venne aggiunto quindi all'originale Rise, con tutti i lati B più importanti e alcune tracce non pubblicate. Il secondo disco ha 15 canzoni inedite ed è stato pubblicato il 18 giugno 2007. Inoltre la band ha eseguito la reinterpretazione della canzone "Sweet Emotion" degli Aerosmith per un CD gratuito della rivista Kerrang!, brano che viene successivamente incluso nel secondo disco nell'edizione speciale dell'album Rise.
L'estate del 2007 ha visto la band come supporto dei Rolling Stones al grande concerto all'aperto a Belgrado, Düsseldorf e Dublino con gli Who.
Hanno eseguito un concerto live alla Planet Rock Radio per la festa di Natale l'11 dicembre del 2007 all'Islington Academy di Londra, durante il quale hanno condiviso la scena con l'ex cantante dei Free e dei Bad Company Paul Rodgers. Gli Answer hanno suonato anche ad un concerto di beneficenza in memoria di Phil Lynott a Dublino; quando il bassista Micky Waters ha suonato il basso nero di Phil Lynott è diventato il primo a farlo dopo la morte di Lynott. Lo stesso strumento è stato usato da Waters per il video musicale di Keep Believin'.
Nel giugno 2008 hanno suonato in un breve concerto al festival dell'Isola di Wight. Pochi giorni dopo sono partiti per Los Angeles per registrare il loro secondo album con John Trevis. L'uscita dell'album è prevista per il 19 febbraio 2009 con il contributo di Tim Palmer e Mike Fraser.
Gli Answer sono attualmente la band di apertura degli AC/DC per il loro Black Ice World Tour iniziato nell'Ottobre 2008.
Nel 2009 hanno pubblicato il loro nuovo album di inediti Everyday Demons.
Il leader dei Def Leppard, Joe Elliott, è un loro fan e durante un'intervista su AOL li ha citati come una possibile influenza per il loro imminente album. Anche Jimmy Page, il chitarrista dei Led Zeppelin, è un loro grande sostenitore ed ha addirittura dichiarato "Se volete vedere come eravamo negli anni '70 (riferendosi ovviamente ai Led Zeppelin) ascoltatevi The Answer". Ha infatti assistito a numerosi concerti della band partecipando inoltre al Classic rock magazine Roll of Honour Awards del 2005.
La canzone Never Too Late è stata inserita nel gioco Guitar Hero World Tour.
La canzone Into the Gutter è stata inserita nel soundtrack del videogioco Pure

## Formazione
- Cormac Neeson - voce
- Paul Mahon - chitarra
- Micky Waters - basso
- James Heatley - batteria

## Discografia

### Album in studio
- 2006 - Rise
- 2009 - Everyday Demons
- 2011 - Revival
- 2013 - New Horizon
- 2015 - Raise a Little Hell
- 2016 - Solas

### Singoli
- 2002 - Breakdown Honey EP
- 2003 - End Your Day On A High EP
- 2003 - Come On Free Me EP
- 2004 - Rise
- 2005 - Keep Believin'
- 2005 - Never Too Late
- 2006 - Into the Gutter
- 2006 - Under the Sky
- 2006 - Come Follow Me
- 2007 - Be What You Want